# Księgi rodów szlacheckich

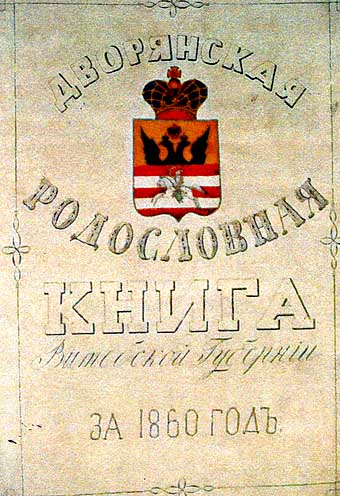
Księga rodów szlacheckich guberni witebskiej (1860)

Księgi rodów szlacheckich (ros. Дворянские родословные книги) – spisy, zawierające wykazy rodów szlacheckich poszczególnych guberni Cesarstwa Rosyjskiego. 
Wpisanie do takiej księgi oznaczało prawo do korzystania z przywilejów szlacheckich. Każda gubernia w państwie posiadała własną księgę rodów szlacheckich. Przepisy prawne o założeniu i prowadzeniu takiej księgi były regulowane przez Generalny przywilej dla szlachty (ros. Грамота на права, вольности и преимущества благородного российского дворянства), wydany przez Katarzynę II w 1785 roku. Przedtem szlachta posługiwała się herbarzem.
Prace nad księgami rodów szlacheckich w poszczególnych guberniach prowadziły specjalne komisje, tzw. szlacheckie zjazdy poselskie, w skład których wchodzili posłowie powiatowi na czele z gubernialnym przewodniczącym szlachty. Za podstawę do swojej pracy komisje brały alfabetyczne spisy szlachty dziedzicznej, przedłożone przez powiatowych przewodniczących szlachty. Każdy ród był rozpatrywany z osobna. Badano całą dokumentację, na podstawie której poszczególne nazwiska były wnoszone do herbarzy. W rachubę wchodzili tylko przedstawiciele szlachty dziedzicznej. Osoby, które otrzymały szlachectwo osobiste, nie były uwzględniane. 
Księga rodów szlacheckich składała się z sześciu części. W każdej znalazły się rody z określonych kategorii szlacheckich.
1. Dziedziczne rody szlacheckie, tj. te, które dysponowały potwierdzeniem nadania szlachectwa przez cesarza oraz własny herb i pieczęć.
2. Szlachta wojskowa, tj. oficerowie, poczynając od stopnia ober-oficera (niższy stopień oficerski), którzy za Piotra I otrzymali szlachectwo. Reforma Aleksandra II z 1856 roku ograniczyła tę kategorię do wyższych stopni oficerskich, poczynając od stopnia szóstego, tj. pułkownika.
3. Szlacheckie rody, które zgodnie z Tabelą rang Piotra I plasowały się w granicach pierwszych ośmiu rang. Reforma z 1856 roku ograniczyła tę kategorię do szóstej rangi.
4. Szlacheckie rody cudzoziemskie, mające nadane szlachectwo dziedziczne poza granicami Rosji.
5. Rody, posiadające tytuł książęcy, hrabiowski, baronowski lub inny.
6. Dawne rody szlacheckie, tj. te, które nie posiadały odpowiedniego dokumentu, potwierdzającego ich tytuł. Jedynym dowodem ich szlachectwa były wzmianki w średniowiecznych spisach dysponowanych przez nich posiadłości (tzw. столбовое дворянство).